# Železná panna (České Budějovice)
Železná panna (dříve též Špilhajbl) je název čtyřpatrové původně hradební věže v Českých Budějovicích, nacházející se na Zátkově nábřeží při soutoku Vltavy a Malše. Věž pochází ze 14. století z dob gotiky, současný vzhled je pak výsledek přestavby z roku 1612, kdy do věže uhodil blesk a vyhořela. Vstup do věže byl dříve možný jen přes první patro a přízemí sloužilo do roku 1825 jako věznice, přímý vstup do přízemí byl probourán v 19. století.
Od 15. století se věž nazývala Špilhajbl podle budějovického purkmistra George Spilhaybla. Název Železná panna se používá od 19. století a je odvozen od pověsti, podle které se mučidlo železná panna ve věži nacházelo. V současné době se v nejvyšším patře nachází replika tohoto mučidla z roku 2004 a jsou zde k vidění různé expozice. U věže se také nachází restaurace stejného jména. Věž je od roku 2005 přístupná veřejnosti, přístupná je mezi květnem a zářím pouze ve vymezené dny. Od roku 2017 se ve věži nachází jediná stálá expozice Přemysla Otakara II v Česku.

## Galerie

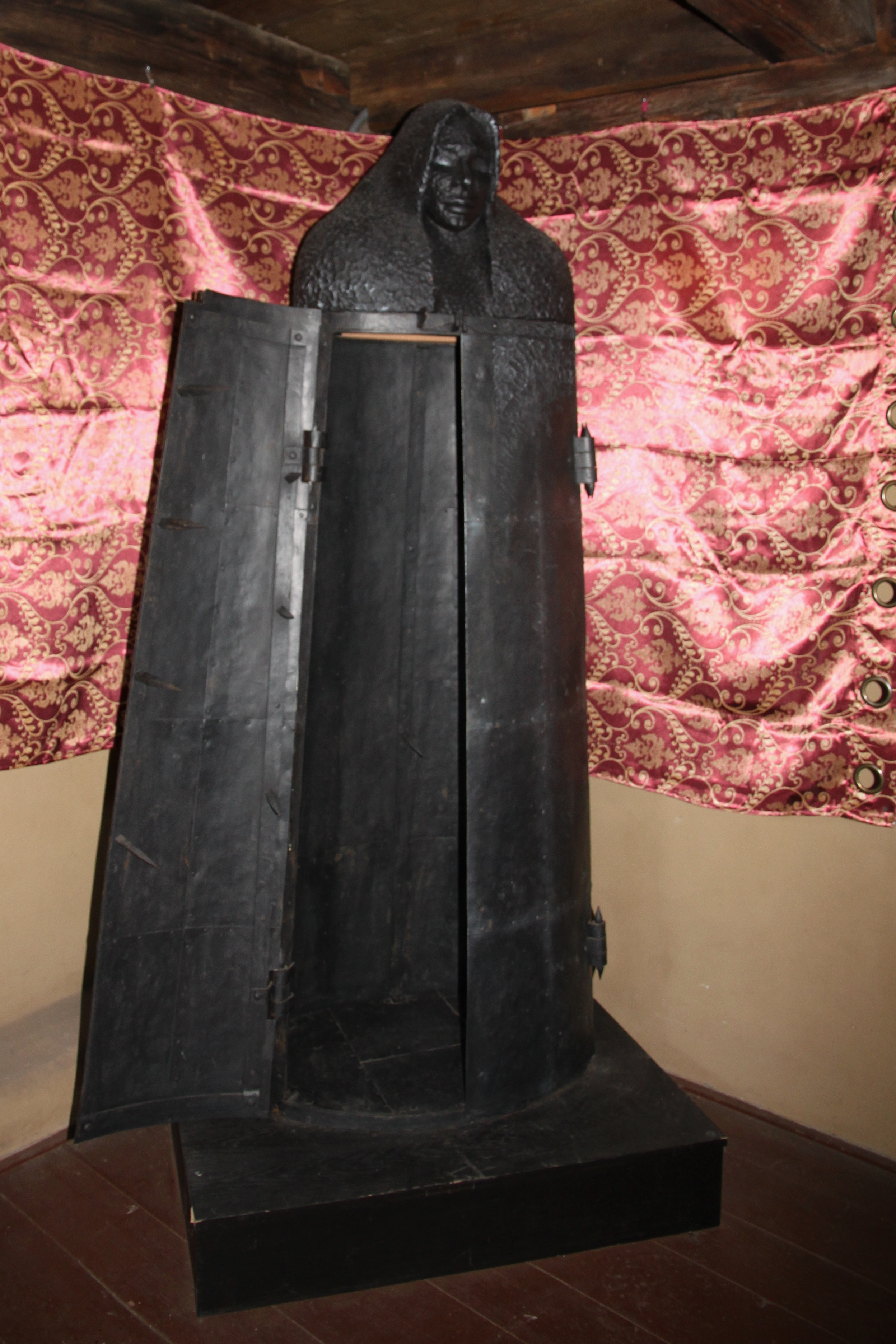
Železná panna – volná replika mučicího nástroje
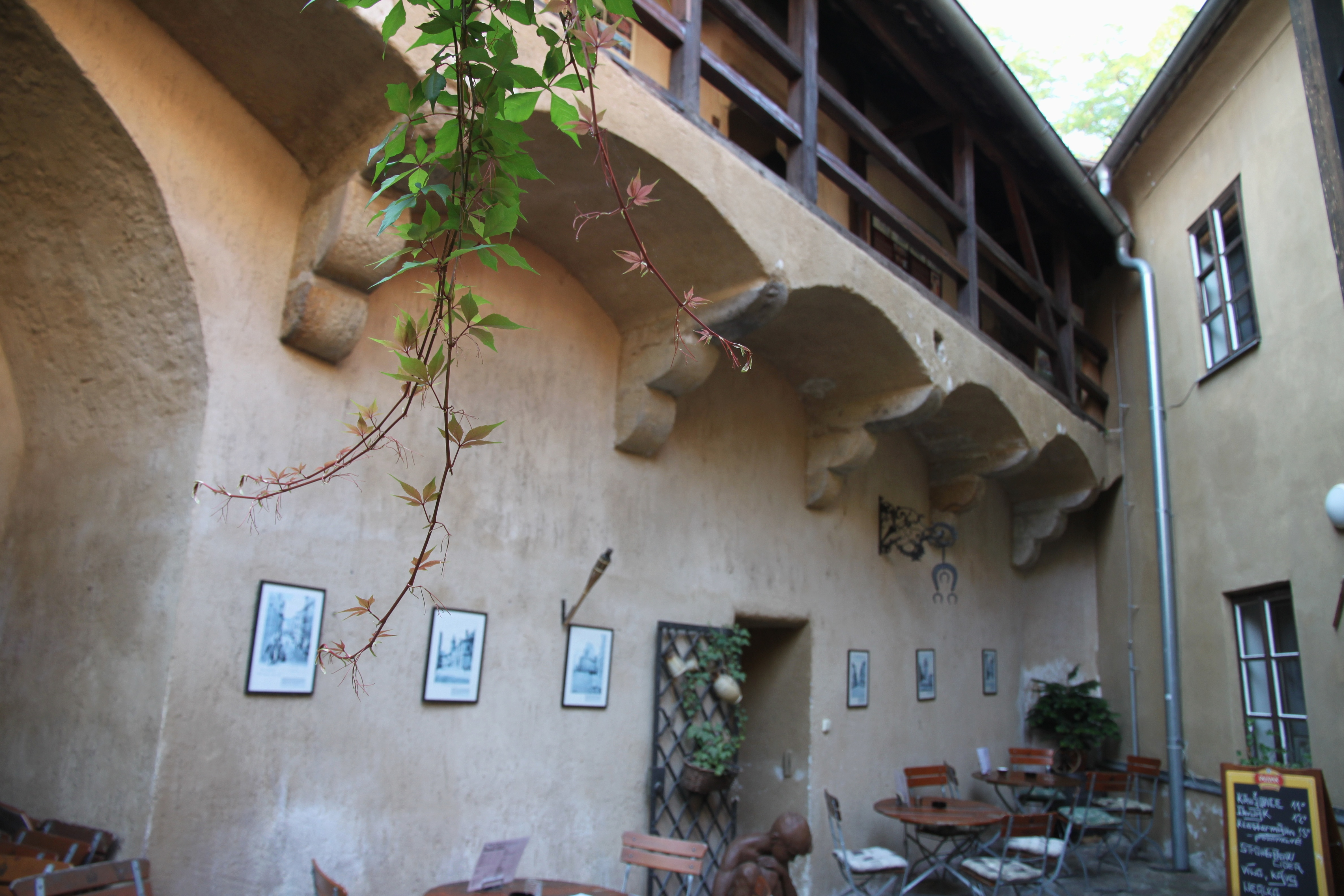
Ochoz – pohled z dvorku
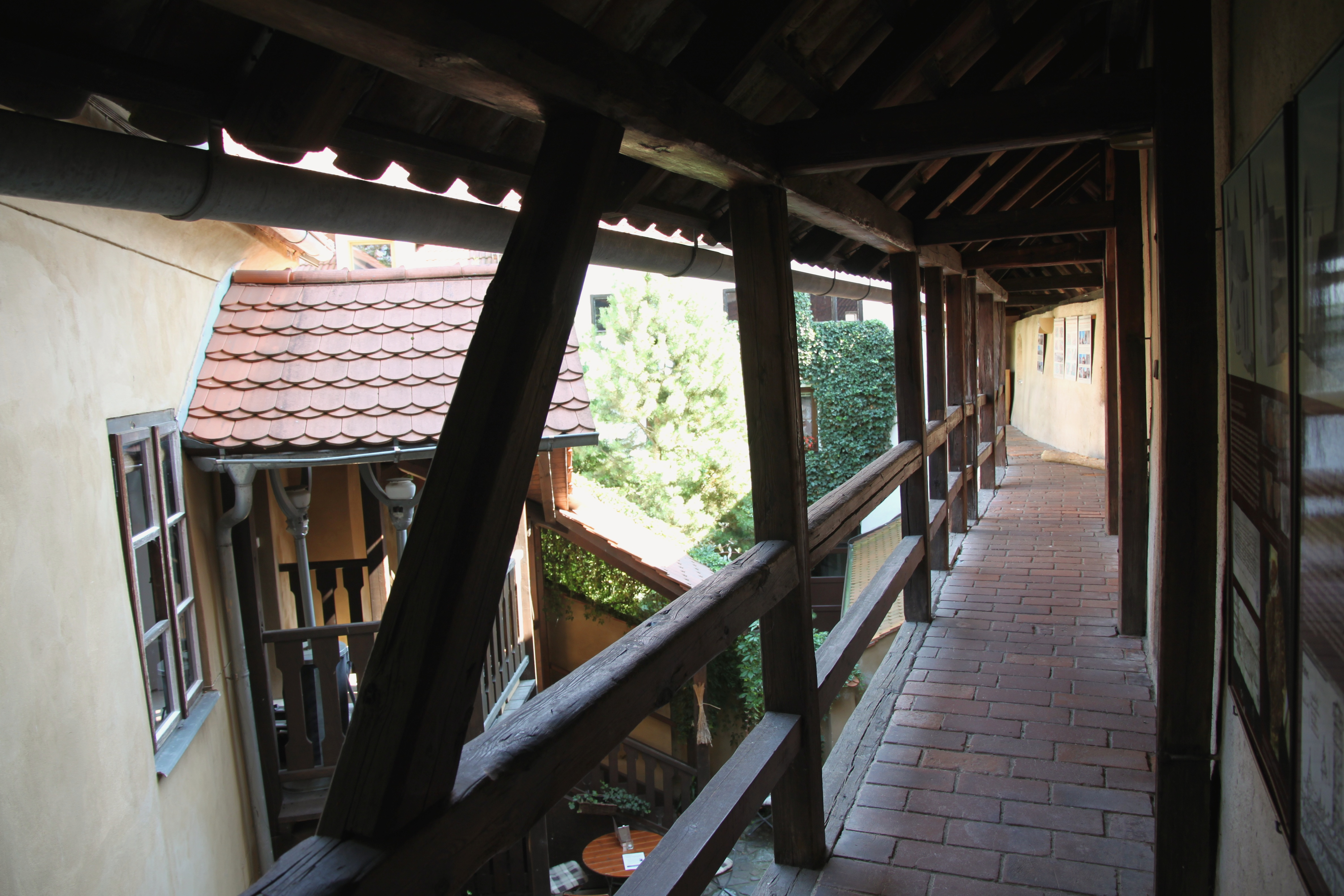
Ochoz v 1. patře
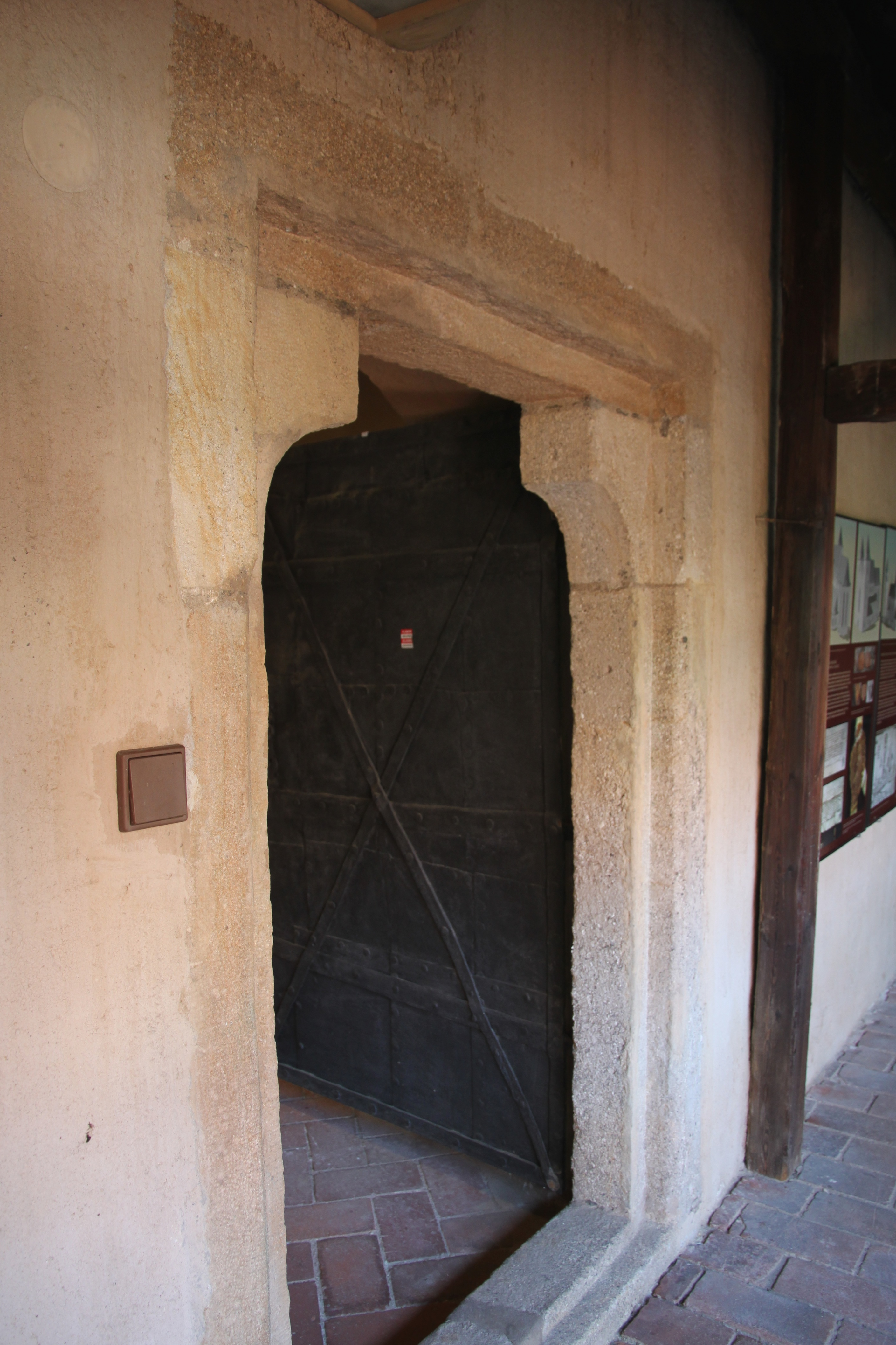
Vstupní portál z ochozu
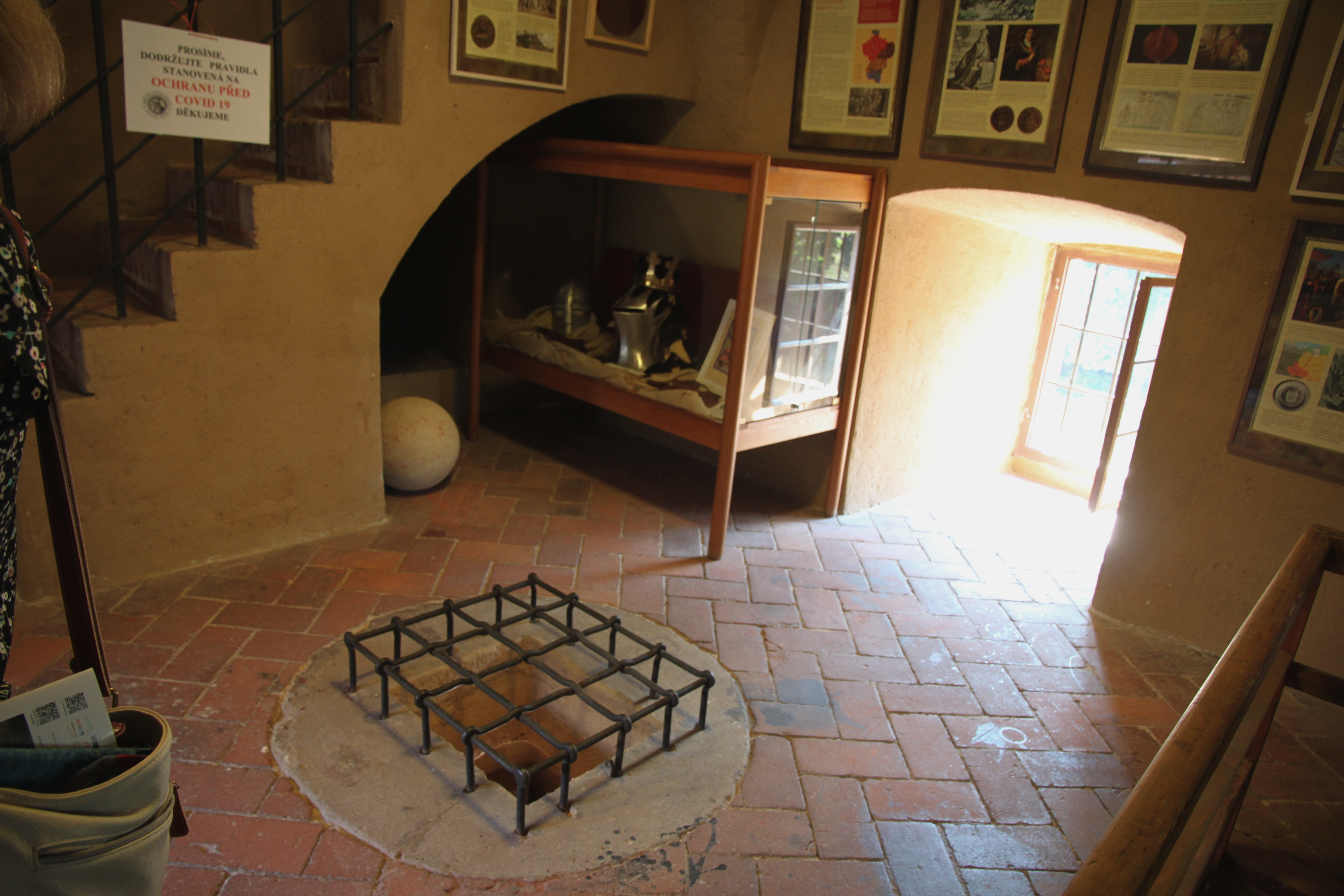
Interiér v 1. patře
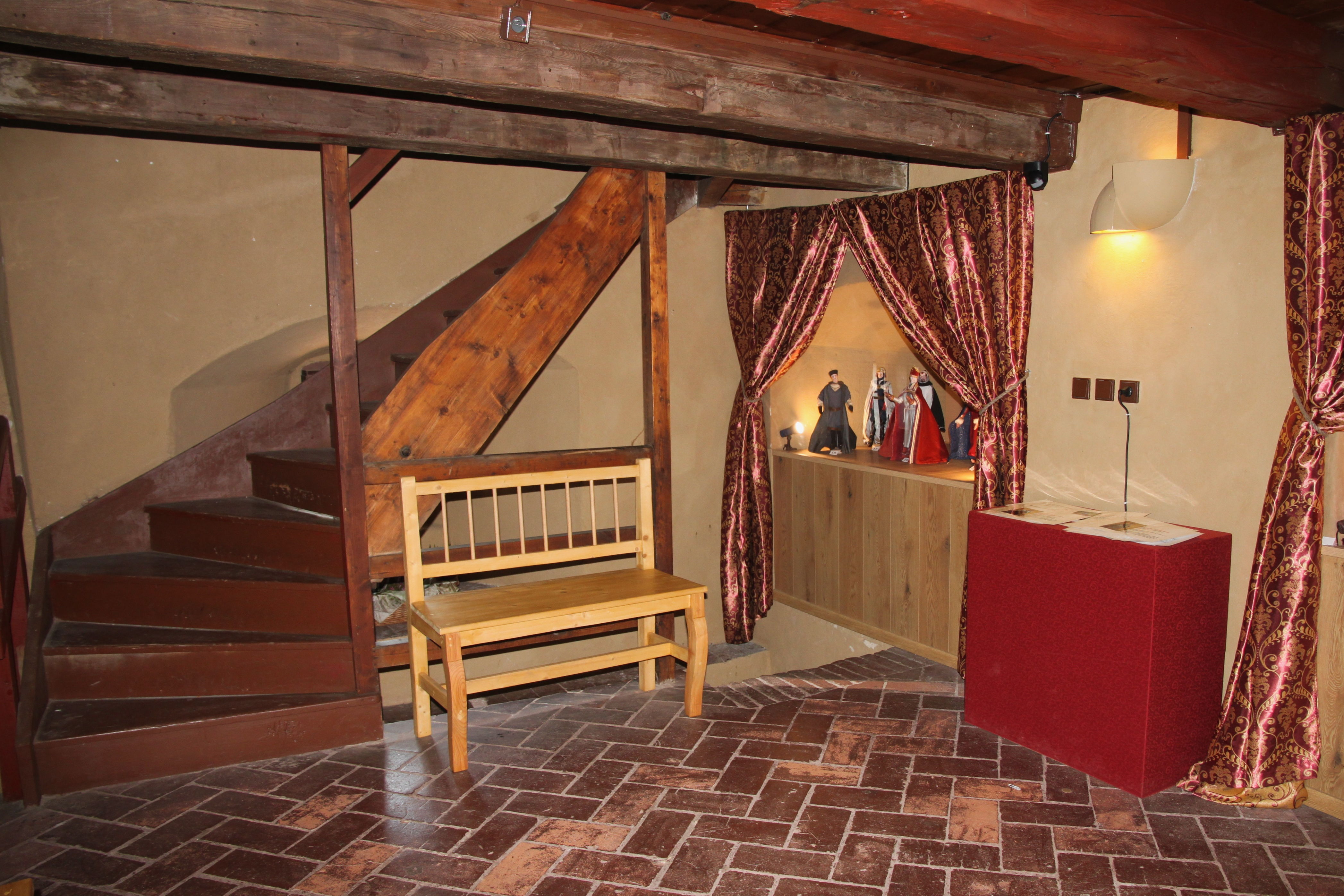
Interiér v 2. patře